# Герб Речи Посполитой
Герб Речи Посполитой — официальный символ Речи Посполитой, символ унии Королевства Польского и Великого княжества Литовского. Представлял собой объединённый герб обеих держав в четверочастном щите, в первой и четвёртой частях польский белый орёл, во второй и третьей — литовская «Погоня». В малом щитке обычно располагался герб правящего монарха. Иногда на королевских печатях добавлялись гербы присоединённых к польской короне Русского королевства, Молдавского княжества, Королевской Пруссии. В последние десятилетия существования Речи Посполитой, когда понятия Польское государство, Польское Королевство, Польша, Речь Посполитая стали тождественны, вместо старого пятичастного герба всё чаще стал использоваться герб Польского Королевства (белый орёл с вензелем Станислава Августа Понятовского «SAR» — «Stanislav August Rex») в качестве герба Речи Посполитой.

## Гербы восстаний
Во время Январского восстания 1863-1864 гг. использовалась модифицированная версия герба, состоявшего уже из трёх полей. Третье поле занимал Архангел Михаил, покровитель Киева. Новый герб должен был представлять собой Речь Посполитую Трёх Народов, однако официально так никогда и не был использован.

Герб восстания 1863 г. — соединённые символы Польши, Литвы и Великого княжества Русского (Киевского воеводства)
Герб во время восстания 1830 года — — соединённые символы Польши, Литвы

## После Люблинской унии

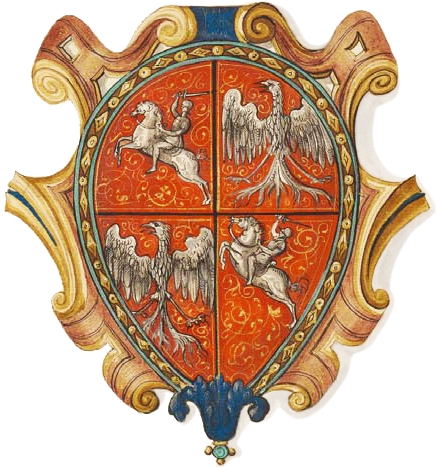
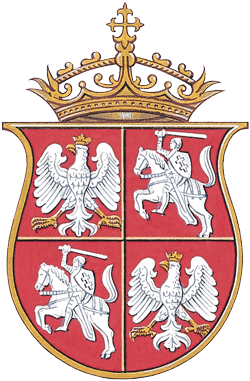
Герб Польши и Великого княжества Литовского при Ягеллонах
Около 1555 г.
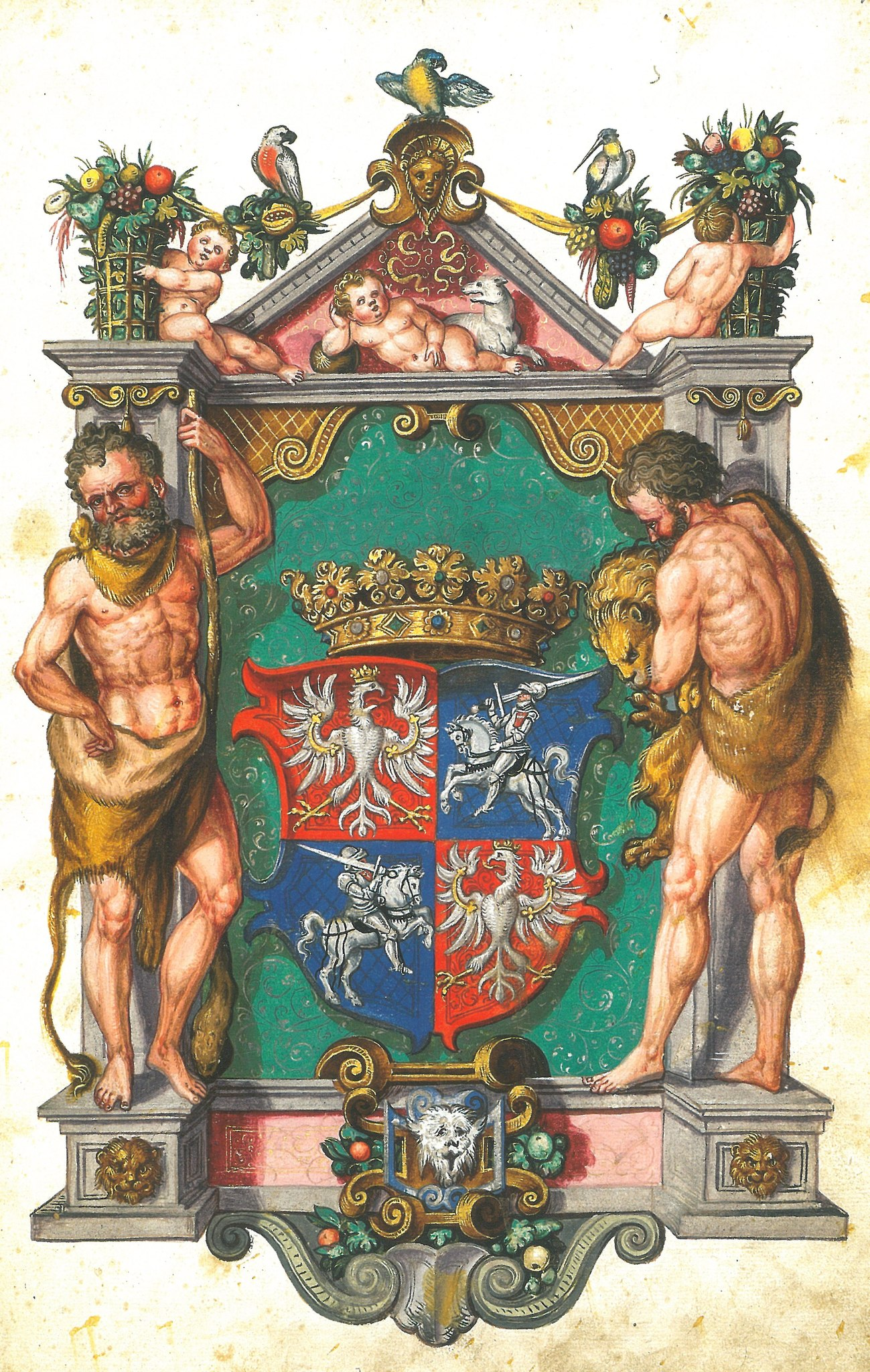
1571 г.
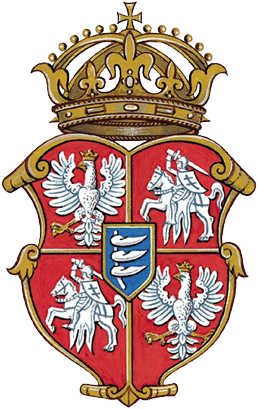
Герб Речи Посполитой времён Стефана Батория  (1575—1586)
Герб Речи Посполитой в Саксонский период с 1697 по 1763 год
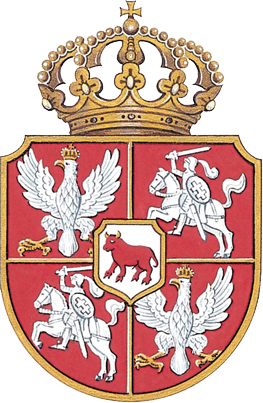
Герб Станислава Августа Понятовского (1764—1795 гг.)

## После Кревской унии

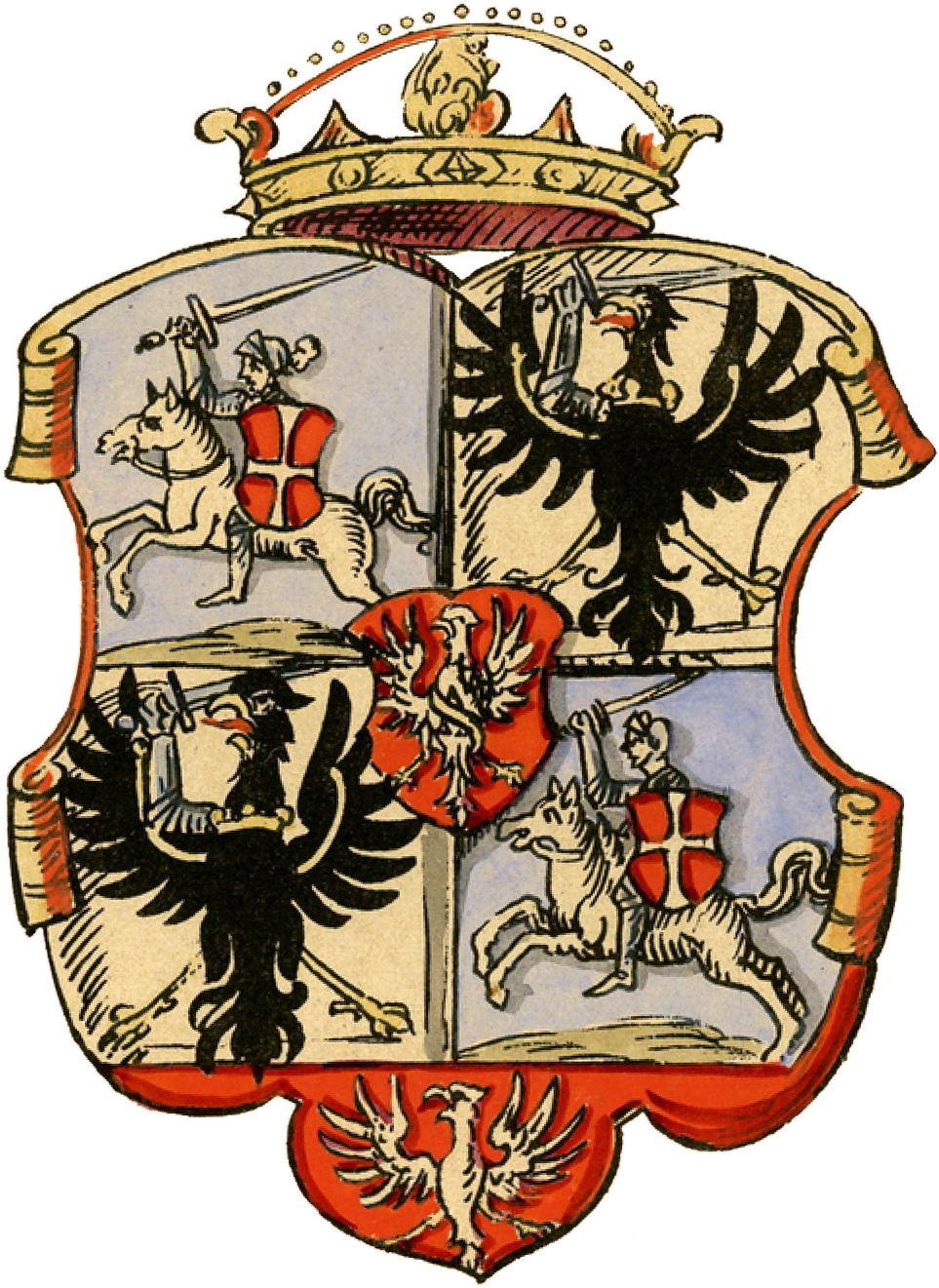
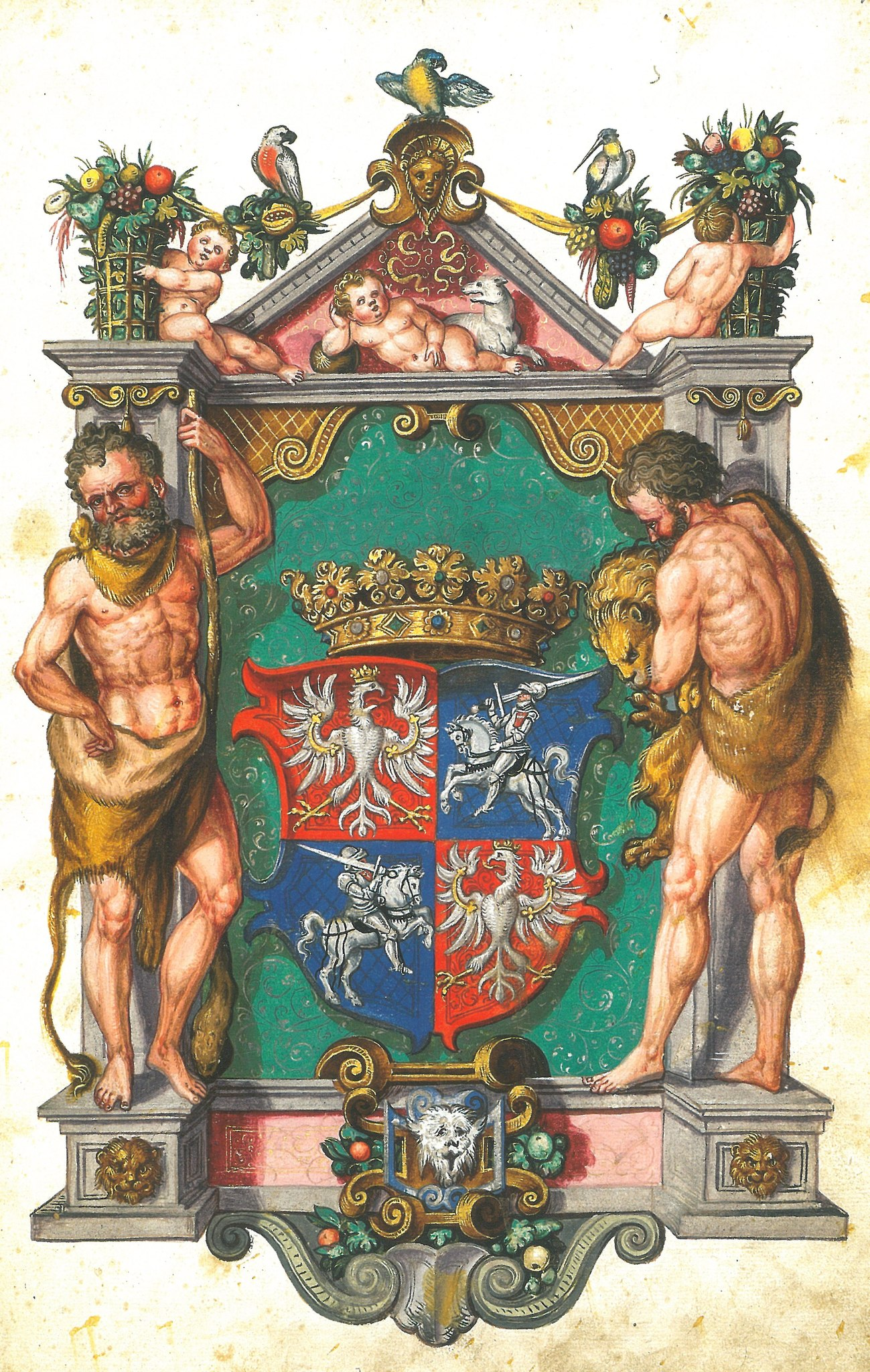
Герб Сигизмунда II Августа c 1571 г.

## Фотогалерея
|               |                    |                    |                    |                |
| Гданьск, 1681 | Варшава, XVIII век | Дрезден, XVIII век | Познань, XVIII век | Львов, XIX век |